# Oligochoerus chlorella
Oligochoerus chlorella är en plattmaskart som beskrevs av Beklemischev 1963. Oligochoerus chlorella ingår i släktet Oligochoerus och familjen Convolutidae. Inga underarter finns listade i Catalogue of Life.